# 秋田県道48号横手東由利線
秋田県道48号横手東由利線（あきたけんどう48ごう よこてひがしゆりせん）は、秋田県横手市から由利本荘市までの県道（主要地方道）である。

## 概要
JR東日本 横手駅西側の国道13号横手バイパス交点から路線が始まり、西方向へ進むとすぐに左折し、横手市役所（条里北庁舎・条里南庁舎）前を通り国道107号に合流する。約1.2キロメートルで国道107号から分岐し、秋田自動車道を立体交差し、終点までおおむね西方向へ伸びる。雄物川を渡ると平野部から山間部にかわり、山を越えると、由利本荘市東由利地域の中心部・終点になる。
横手市雄物川町二井山より東由利老方の一部は、羽後交通横荘線の跡地で、かつては二井山駅・浮蓋駅・老方駅が存在したが撤去され、トンネルなどに名残がある。

### 路線データ
- 総延長 : 32.018 km（県道36号交差点重複含む）[2]
- 実延長 : 29.841 km[2]
- 起点 : 秋田県横手市条里二丁目224番（富士見大通り入口交差点）[3]
- 終点 : 秋田県由利本荘市東由利老方字西の浜9番16（国道107号交点）[3]
- 未供用区間 : なし[2]

## 歴史
- 1983年（昭和58年）1月11日 - 秋田県道に認定される[3]。
- 1993年（平成5年）5月11日 - 建設省から、県道横手東由利線が横手東由利線として主要地方道に指定される[4]。

### 路線細部の変更
以下、秋田県公報による路線状況細部の変更。
- 2004年（平成16年）1月15日 - 道路の供用開始（横手市赤坂字仁坂113番6地先から平鹿郡平鹿町上吉田間内字中山101番24）[5]

## 路線状況

### 重複区間
- 国道107号（横手市婦気大堤字下久保・下久保交差点 - 横手市赤坂字仁坂・赤坂交差点）、1.7キロメートル[2]
- 秋田県道13号湯沢雄物川大曲線（横手市雄物川町沼館字稲荷前・高畑交差点 - 横手市雄物川町沼館字通し下田・交点）、400メートル[2]
- 出羽丘陵広域農道（横手市雄物川町二井山 - 横手市雄物川町二井田）、約1キロメートル

### 冬期閉鎖区間
- 区間 : 横手市雄物川町竹子沢 - 由利本荘市東由利祝沢[6]
  - 期日 : 11月中旬 - 5月中旬[7]

### 交通不能区間
- 横手市雄物川町二井田字野沢 - 横手市雄物川町二井田字小沢（370m・旧羽後交通横荘線二井山トンネル前後）[8]

### 道路施設
- 道の駅東由利

## 地理

### 通過する自治体
- 横手市 - 由利本荘市

### 交差する道路
| 施設名                                      | 接続路線名                                 | 備考                   | 所在地 |
| ------------------------------------------- | ------------------------------------------ | ---------------------- | --- |
| 富士見大通り入口交差点                      | 国道13号横手バイパス                       | 起点                   | 横手市条里二丁目224番                                                                                                 |
| 下久保交差点 赤坂交差点                     | 国道107号                                  | 重複区間               | 横手市婦気大堤字下久保北緯39度18分11.31秒 東経140度33分0.68秒 横手市赤坂字仁坂北緯39度17分56.32秒 東経140度32分7.38秒 |
| 中山交差点                                  | 秋田県道267号金沢吉田柳田線                |                        | 横手市平鹿町上吉田北緯39度18分3.1秒 東経140度31分27.0秒                                                               |
| 下吉田交差点                                | 秋田県道117号野崎十文字線                  |                        | 横手市平鹿町下吉田北緯39度17分60.0秒 東経140度29分11.7秒                                                              |
| 高畑交差点 -                                | 秋田県道13号湯沢雄物川大曲線               | 重複区間               | 横手市雄物川町沼館字稲荷前北緯39度17分59.1秒 東経140度25分51.4秒 横手市雄物川町沼館字通し下田                         |
|                                             | 〈雄物川〉                                 |                        | 横手市雄物川町 |
|                                             | 秋田県道36号大曲大森羽後線                 |                        | 横手市雄物川町矢神北緯39度18分28.6秒 東経140度24分38.1秒                                                              |
|                                             | 秋田県道164号二井山大森線 出羽丘陵広域農道 | 県道164号起点          | 横手市雄物川町二井山字西ノ沢北緯39度18分36.9秒 東経140度23分4.2秒                                                     |
|                                             | 出羽丘陵広域農道                           | 通行不能区間（起点側） | 横手市雄物川町二井田北緯39度18分13秒 東経140度22分43.09秒                                                             |
| 【通行不能区間】 横手市雄物川町二井田 370 m |                                            |                        | |
|                                             |                                            | 通行不能区間（終点側） | 横手市雄物川町二井田字小沢北緯39度18分21.8秒 東経140度22分30.9秒                                                      |
|                                             | 国道107号                                  | 終点                   | 由利本荘市東由利老方字西の浜                                                                                          |

### 沿線の施設など
- 東日本旅客鉄道（JR東日本） 奥羽本線・北上線 横手駅
- 横手市役所条里北庁舎・条里南庁舎
- 横手市横手体育館
- 横手市横手武道館
- 横手市消防本部
- 雄物川
- 由利本荘市・東由利総合支所